# Mota Sugur, Siruguppa
Mota Sugur là một làng thuộc tehsil Siruguppa, huyện Bellary, bang Karnataka, Ấn Độ.